# Horst Sanmann
Horst Sanmann (* 15. Dezember 1927 in Altona a.d.Elbe; † 27. August 2008 in Hamburg) war ein deutscher Ökonom.

## Leben

### Krieg und Ausbildung
Horst Sanmann, Sohn des Kutschers und Lastwagenfahrers Alwin Sanmann und seiner Ehefrau Bertha Sanmann, geborene Klüss, war 1944 Soldat und erlitt eine schwere Verwundung, die zum Verlust eines Beines führte. 1947 holte er das Abitur nach und studierte an der Universität Hamburg Volkswirtschaftslehre. Die Prüfung zum Diplom-Volkswirt bestand er 1950. Seine erste Bewerbung bei einer Bank scheiterte daran, dass man einen Kriegsversehrten wegen der praktischen Unkündbarkeit nicht einstellen wollte. Ein Hamburger Unternehmen, das im Bereich des Kleiderhandels die Geschäfte tätigte, stellte ihn schließlich ein.

### Hochschullaufbahn
Im Jahre 1951 bot ihm Albert von Mühlenfels, den er als Hochschullehrer in seinem Studium kennengelernt hatte, eine Stelle als Wissenschaftlicher Assistent an der Universität Hamburg am Verkehrswissenschaftlichen Seminar an. Diese Fachrichtung führte denn auch dazu, dass Sanmann sich eingehender mit verkehrswissenschaftlichen Problemstellungen beschäftigte. Seine Promotion zum Dr. rer. pol. erlangte er 1955 mit dem Thema Die Verkehrsstruktur der nordwesteuropäischen Seehäfen Antwerpen, Rotterdam, Amsterdam, Bremen und Hamburg und ihre Wandlungen von der Jahrhundertwende bis zur Gegenwart.
Nachdem von Mühlenfels sich vorzeitig emeritieren ließ, ging Horst Sanmann auf den Vorschlag von Karl Schiller ein und nahm eine Stelle als Rektoratsassistent an. Da er aber nicht in der Wissenschaftsverwaltung seine zukünftigen Erwartungen erfüllt sah, konnte er sich über ein Habilitandenstipendium der Deutschen Forschungsgemeinschaft zwei Jahre lang auf seine Habilitation vorbereiten, die er 1964 an der Universität Hamburg am Institut für Verkehrswissenschaft mit der Schrift Seeverkehrsmärkte – Grundlegung einer Ökonomie des Seeverkehrs erlangte und damit Privatdozent für Volkswirtschaftslehre wurde. Danach ging er 1966 kurz an die Universität Frankfurt, um eine Vertretung an einem Lehrstuhl zu übernehmen.

### Berliner Jahre
Zum Wintersemester 1966/1967 nahm Sanmann einen Ruf an die Freie Universität Berlin an, wo er sich als ordentlicher Professor für Volkswirtschaftslehre und Sozialpolitik am Institut für sozialpolitische Forschung betätigen konnte. Das Fachgebiet der Sozialpolitik bestimmte dann auch den Schwerpunkt seiner zukünftigen Arbeiten. In Berlin hatte er einige für ihn aufschlussreiche wissenschaftliche Kontakte, so zu Helmut Arndt und seiner Theorie des Marktes im Rahmen der Mikroökonomie, zu Wolfram Fischer, zu Carl Föhl und zu Andreas Paulsen, der eine Neue Wirtschaftslehre konzipierte. Gleichzeitig wurde er Zeuge und Betroffener der Studentenunruhen.
Die Entwicklung einer Gruppenuniversität lehnte er entschieden ab. In der Studentenbewegung sah er eine politisch motivierte Revolte, die zu einer roten Machtergreifung führen würde, wobei er die Universität unter dem Symbol Hammer und Sichel sah, wie ihn das Magazin Der Spiegel zitierte. Als Gegenwehr gründete er mit anderen Hochschulbeschäftigten Ende 1969 die Notgemeinschaft für eine freie Universität, die 1970 zum Vorläufer der Vereinigung Bund Freiheit der Wissenschaft wurde. Über die mehr als drei Jahre, die er in Berlin blieb, sagte er später, dass er sich in seinem ganzen Leben nicht so oft und so lange Zeiträume hindurch so übermüdet und physisch überanstrengt gefühlt habe.

### Hamburg
Diese Entwicklungen bewogen ihn auch dazu, im Jahre 1970 nach Hamburg an die Universität zu gehen. Aber auch in Hamburg wurde er mit renitenten Studenten in seinen Vorlesungen konfrontiert. So ging er schließlich 1974 an die Universität der Bundeswehr Hamburg. Von 1977 bis 1984 bekleidete er das Amt des Präsidenten der Universität. Als 1984 die Universität ihr zehnjähriges Bestehen feierte, lud er Helmut Schmidt als Festredner ein. Das verstimmte den Minister Manfred Wörner so sehr, dass er eine erneute Amtszeit von Sanmann als Präsident verhinderte. 1989 wurde er emeritiert und wurde im selben Jahr Mitglied der Joachim-Jungius-Gesellschaft der Wissenschaften.
Er wurde auf dem Friedhof Ohlsdorf begraben.

### Familie
Horst Sanmann war evangelisch, seit 1953 verheiratet mit Ingeborg Sanmann, geborene Ackermann (1926–2008), und hatte zwei Kinder. Das Ehepaar ruht auf dem Friedhof Ohlsdorf.

## Auszeichnungen
- 1984: Bundesverdienstkreuz 1. Klasse
- 1989: Ehrenkreuz der Bundeswehr in Gold

## Schriften (Auswahl)
- Wie eine Aufwertung auf die Zahlungsbilanz wirkt. In: Zeitschrift für das gesamte Kreditwesen. Jg. 10, 1957, S. 855–856.
- Kuppelproduktion im Verkehr? Ein theoretischer Fehlschluß. In: Zeitschrift für Verkehrswissenschaft. Jg. 34, 1963, S. 86–97.
- Seeverkehrsmärkte. Grundlegung einer Ökonomik des Seeverkehrs. 1965.
- Daten und Alternativen der deutschen Wirtschafts- und Finanzpolitik in der Ära Brüning. In: Hamburger Jahrbuch für Wirtschafts- und Gesellschaftspolitik. Jg. 10, 1965, S. 105–140.
- als Hrsg.: Handbuch der europäischen Seehäfen. 10 Bände. 1967 ff.
- mit Ludwig von Friedeburg, C.-L. Furck, R. Krengel, P.-Chr. Ludz: Studien zur Lage und Entwicklung Westberlins. Politik – Wirtschaft – Bildung. Berlin 1969.
- als Hrsg.: Zur Problematik der Sozialinvestitionen. 1970.
- als Hrsg.: Aspekte der Friedensforschung und Entscheidungsprobleme in der Sozialpolitik. 1971.
- mit D. Kebschull, K. Fasbender, W. Wagner: Das Argument der Diskriminierung von Exportländern, insbesondere Entwicklungsländern, durch die Frachratenpolitik der Linienschiffahrtskonferenzen. Hamburg 1972.
- als Hrsg.: Leitbilder und Zielsysteme der Sozialpolitik. Berlin 1973.
- mit A. Borrmann, K. Kwasniewski, W. Wagner: Führung fremder Flaggen – Zur Frage der Ausflaggung deutscher Seeschiffe. Gutachten im Auftrage des Bundesministeriums für Verkehr, Hamburg 1975.
- mit H. Lamszus (Hrsg.): Neue Technologien, Arbeitsmarkt und Berufsqualifikation. Stuttgart 1987.
- Langfristprobleme der Sozialen Alterssicherung in der Bundesrepublik Deutschland. In: Hamburger Jahrbuch für Wirtschafts- und Gesellschaftspolitik. Jg. 33, 1988, S. 189–222.